# Zabibah und der König
Zabibah und der König (arabisch زبيبة والملك, DMG Zabība wa-l-Malik) ist ein allegorischer Roman von Saddam Hussein. Er erschien zunächst anonym im Jahr 2000 im Irak und spielt in der Zeit Babyloniens 600–700 n. Chr. nahe Tikrit.

## Interpretation der Romanfiguren durch das MEF
Die Figuren des Romans ordnete das Middle East Forum 2002 aktuellen Ereignissen allegorisch zu:
- Arab – Hauptfigur; ein einsamer, unglücklicher König; Charakter Saddam Husseins
- Zabibah – arme Frau in unglücklicher Ehe, von 'Arab begehrt; das Volk des Irak
- Zabibahs Ehemann – grausam und namenlos; die USA
- Hezkel – Emir und Gegenspieler 'Arabs. Zabibah lebt in der Nähe seines Palastes; repräsentiert Israel
- Shamil – weiterer Feind von 'Arab; steht für Händler und Juden
- Nuri Chalabi – ein Feudalherrscher und Gegenspieler von 'Arab. Steht für Ahmad Tschalabi

## Zusammenfassung
Die Erzählung spielt im 7. nachchristlichen Jahrhundert in Mesopotamien, kurz vor der Durchsetzung des Islam. Die einfache junge Frau Zabibah flieht immer wieder vor ihrem gewalttätigen Ehemann in den nahe gelegenen Palast des alten, melancholischen Königs Arab, der bei einem Ausritt ihr Gast war, und führt mit ihm philosophische Gespräche über Staat und Gesellschaft. Die beiden verlieben sich ineinander. Als Zabibahs Ehemann hinter die Treffen kommt, vergewaltigt er sie und flieht anschließend ins Ausland, um der Verhaftung zu entgehen. Von ihm und anderen inneren Feinden Arabs aufgestachelt, ziehen die ausländischen Mächte gegen das Königreich in den Krieg, werden jedoch mit Unterstützung des gesamten Volkes zurückgeschlagen. Sowohl Arab und Zabibah als auch ihr Ehemann kommen in der Schlacht ums Leben. Anschließend findet eine Volksversammlung statt, auf der Zabibah als Märtyrerin gefeiert und die Verdienste des Königs gewürdigt werden. Dennoch wird beschlossen, Monarchie und Feudalismus abzuschaffen und eine Volksregierung einzuführen.

## Vertrieb
Zabibah und der König war im Irak vor dem Krieg 2003 ein Bestseller und verkaufte sich 1 Million Mal. Die Einnahmen wurden, laut Bucheinband, für Hilfszwecke gespendet. Es wurde als Musical aufgeführt und als 20-teilige Fernsehserie verfilmt. 2004 erschien das Buch auf Englisch. Die Übersetzerin Doris Kilias, die auch die Werke Nagib Machfus ins Deutsche überträgt, reklamierte die Unprofessionalität des Verlags, da sie weder Korrekturfahnen noch einen regelrechten Vertrag erhalten habe. Somit ergaben sich erhebliche Kürzungen und Hinzudichtungen durch den Verlag, der offensichtlich das Werk Husseins weniger antisemitisch und antifeministisch gestalten wollte.

## Ausgaben
- Saddam Hussein: Zabibah und der König. Eine Liebesgeschichte. Aus dem Arabischen von Doris Kilias. Thomas Bauer Verlag, Bad Wiessee 2004, ISBN 978-3-936440-56-0.

## Rezension
Das Werk wurde von Teilen der internationalen Kritik als talentlos und durchschaubar tendenziöse Propaganda beurteilt. Auch die deutschsprachige Fachkritik kommt überwiegend zu einem negativen Urteil: Stil, Konzeption und Geschichte ließen jegliches Talent vermissen und die freizügige Editionsweise des Verlags machten das Ganze nur noch schlechter:
Angela Schader las als Rezensentin für die Neue Zürcher Zeitung eine Geschichte, „die sich großherzig über die Fragen von Plausibilität, Dynamik und Schlüssigkeit hinwegsetzt“, keine Literatur, sondern eine „auf keinem Realitätssinn gegründete und mit ihren eigenen Thesen nicht zu Rande kommende Fabel“, die sich „am Schluss in plapperndes Chaos auflöst“.
Cosima Lutz befand für Die Welt das erzählerische Konzept Husseins als zu simpel, um wirklich eine politische Diskussion anregen zu können: „Allegorie hin oder her, Husseins Kampf um Aufmerksamkeit funktioniert wie ein umgekehrter Porno: reden, reden, reden, Sex, reden, reden, reden. (…) Husseins allegorischer Schleier ist zu durchsichtig, um den großen politischen Disput zu erregen, den sich der Verlag wünscht. Gehirnwäsche oder tiefere psychopathologische Erkenntnis sind ebenfalls nicht zu befürchten“.
In der satirischen Kurzkritik resignierte Die Zeit: „Zehntausendmal wurde Saddams Roman verkauft, und dies in einer Zeit, da gute Bücher guter Menschen auf den Regalen verstauben“.
Heinz Erdmann schrieben in Jungle World: „Mit seichten Dialogen und beinahe unfassbarer Plattheit versucht Saddam Hussein in »Zabibha und der König« den Souveränitätsanspruch seiner Schreckensherrschaft und das System der irakischen Ba’ath-Partei zu rechtfertigen. »Gewiss, Majestät. Das Volk braucht Strenge, damit die Guten beschützt werden und die, die schwach und verführbar sind, das Gesetz fürchten«, lässt er Zabibah sagen. Letztlich ist dieses Buch nichts anderes als ein ins Deutsche übersetztes Propagandamittel des ehemaligen Diktators.“

## Rezeption
Sacha Baron Cohens Kinofilm Der Diktator wurde mit der Behauptung, er sei eine Verfilmung des Romans, beworben. Tatsächlich stellt diese Behauptung einen Werbegag dar, da es in der schwarzen Komödie vielmehr um eine Filmsatire geht.